# 刺青 (小説)
『刺青』（しせい）は、谷崎潤一郎の短編小説。谷崎本人が処女作だとしている短編で、皮膚や足に対するフェティシズムと、それに溺れる男の性的倒錯など、その後の谷崎作品に共通するモチーフが見られる初期の作品である。1910年（明治43年）11月、同人誌の第二次『新思潮』第3号に掲載された。単行本は、翌1911年（明治44年）12月に籾山書店より刊行された。

## あらすじ
「世の中が今のように激しく軋みあわない時分」、多くの人々が刺青をしてその意匠を比べ合っていた中に、清吉という、元浮世絵職人の彫り師がいた。清吉は美女の体に己の魂を彫り込みたいという宿願を持っていたが、満足する女を見つけられずに過ごしていた。そんな中、駕籠の簾から女の美しい白い足がこぼれているのを見て、清吉はこれぞ自分の求めていた女だと確信した。
清吉は、「この絵にはお前の心が映って居る」と言いながら、処刑される男を眺める妃が描かれた画幅を見せ、さらに男たちの屍骸に魅せられる若い女を描いた「肥料」と題する画幅も見せた。怯える娘を麻酔で眠らせた清吉は、彼女の肌に巨大な女郎蜘蛛の刺青を彫っていった。
麻酔から覚めた娘は魔性の女に変身し、鋭い眼を輝かせ、「お前さんは真っ先に私の肥料になったんだねえ」と清吉に言った。そして帰る前に清吉に促されて、もろ肌ぬいだその燦爛たる背中を朝日に輝かせた。

## 映画

### 刺青 (1966)
1966年1月15日公開。大映製作。カラー、86分。読みは「いれずみ」。「刺青」の他に、同じ谷崎の短編小説「お艶殺し」も基にしている。公開時の惹句は、「妖しい官能の異常な世界にひきいれる谷崎文学の完全映画化！」である。キネマ旬報ベストテンでは圏外の第29位となった。
- スタッフ
  - 監督：増村保造
  - 脚本：新藤兼人
  - 企画：加賀四郎、藤井浩明
  - 撮影：宮川一夫
  - 美術：西岡善信
  - 音楽：鏑木創
  - 録音：大角正夫
  - 照明：中岡源権
  - 編集：菅沼完二
  - スチール：西地正満
  - 製作主任：小沢宏
- キャスト
  - お艶：若尾文子
  - 新助：長谷川明男
  - 刺青師清吉：山本學
  - 旗本芹沢：佐藤慶
  - 権次：須賀不二男
  - 徳兵衛：内田朝雄
  - お瀧：藤原礼子
  - 新助の母：毛利菊枝
  - 嘉兵衛：南部彰
  - お芳：橘公子
  - 三太：木村玄
  - 用人：岩田正
  - 新助の父：藤川準
  - 徳兵衛の子分Ａ：籔内武司
  - 徳兵衛の子分Ｂ：山岡鋭二郎
  - 権次の子分Ａ：森内一夫
  - 権次の子分Ｂ：松田剛武

### 刺青 IREZUMI (1984)
1984年公開。にっかつ製作で、日活ロマンポルノの一作。現代劇に翻案されている。キネマ旬報ベストテンでは圏外の第61位となった。
- スタッフ
  - 監督：曽根中生
  - 脚本：那須真知子
  - 企画：伍代俊介、進藤貴美男
  - プロデューサー：中川好久
  - 撮影：森勝
  - 美術：菊川芳江
  - 録音：橋本文雄
  - 照明：加藤松作
  - 編集：山田真司
  - 選曲：小野寺修
  - 助監督：橋本匡弘
  - 製作担当：服部紹男
  - 色彩計測：高瀬比呂志
  - スチール：野上哲夫
  - 技斗：高瀬将嗣
  - 刺青：霞涼二
  - 主題歌「蜉蝣（かげろう）」
    - 作詞：水谷啓二
    - 作曲：古田カオル
    - 歌：伊藤咲子
- キャスト
  - 石原麻美：伊藤咲子
  - 神崎典子：沢田和美
  - 野村：木之元亮
  - 安藤：根岸一正
  - 竜也：石井茂樹
  - 沢村：成瀬正
  - かおり：美波ゆかり
  - 朝野：益富信孝
  - 遠藤：根本正克
  - 松岡：中丸新将
  - 川島：花上晃
  - 渡辺：望月太郎
  - マサル：志賀実
  - ガソリンスタンド若主人：深見博

### 刺青 SI-SEI (2005)
2005年製作、2006年公開。アートポート製作。現代劇に翻案されている。
- スタッフ
  - 監督：佐藤寿保
  - 脚本：夢野史郎
  - 製作：松下順一
  - 撮影：斉藤幸一
  - 美術：山下修侍
  - 音楽：中川孝
  - 録音：山田均
  - 照明：白石宏明
  - 編集：斉藤和彦
  - 衣裳：百井豊
- キャスト
  - 雨宮美妙：吉井怜
  - 来栖精像：弓削智久
  - 朗読：下元史朗
  - 佐倉萌
  - 後藤美咲
  - 加賀雅

### 刺青 堕ちた女郎蜘蛛 (2007)
2007年公開。アートポート製作。現代劇に翻案されている。
- スタッフ
  - 監督：瀬々敬久
  - 脚本：井土紀州
  - 製作：松下順一
  - 音楽：中川孝
  - 撮影：芦澤明子
  - 美術：山下修侍
  - 録音：塩原政勝
  - 編集：滝沢雄作
- キャスト
  - 寺本アサミ：川島令美
  - 二ノ宮穣：和田聰宏
  - 神埼：光石研
  - 彫光：嶋田久作
  - 奥島隆：松重豊

### 刺青 背負う女 (2009)
2009年6月6日公開。現代劇に翻案されている。
- スタッフ
  - 監督：堀江慶
  - 脚本：山村一間・堀江慶
  - 製作：松下順一
  - 音楽：遠藤浩二
  - 撮影：松石洪介
  - 美術：松本知恵
  - 録音：川口利之
  - 照明：佐伯琢磨
  - 編集：滝沢雄作
- キャスト
  - 佐倉真由美：井上美琴
  - 平田タケシ：波岡一喜
  - 矢野純子：伊藤裕子
  - 冨田：並樹史朗
  - 立花康平：兼崎健太郎
  - 土井よしお
  - 加藤裕月
  - 鈴木拓也
  - カゴシマジロー

### 刺青 匂ひ月のごとく (2009)
2009年6月27日公開。
- スタッフ
  - 監督：三島有紀子
  - 脚本：国井桂
  - 音楽：遠藤浩二
- キャスト
  - 藤堂葉月：井村空美
  - 藤堂陽花：さとう珠緒
  - 桐悟：鈴木一真
  - 月岡亮介：勝野洋輔
  - 内海和音：今拓哉
  - 滝田恵司：古河耕史
  - 有薗芳記
  - 池田有希子
  - 大竹辰郎
  - 神威杏次
  - 小松崎彩乃
  - 小宮りりか

## テレビドラマ「刺青・魔性の秘密」(1988)
谷崎の2つの短編、本作『刺青』と『秘密』とを原作とする。
テレビ東京『月曜・女のサスペンス』にて「文豪シリーズ」の一編として、1988年10月17日に放映された。54分枠単発。
- スタッフ
  - 製作：テレビ東京、近代映画協会
  - 監督：松井稔
  - 脚本：新藤兼人
  - 刺青：霞涼二
  - 技術協力：ビデオフォーカス
  - スタジオ：東京タワー芝公園スタジオ
- キャスト
  - 夏樹陽子
  - 萩原流行
  - 乙羽信子
  - 殿山泰司
  - 鶴田忍
  - 安藤一夫
  - 樋浦勉

## サウンドトラック
- 妻は告白する/刺青 オリジナル・サウンドトラック（2021年11月24日/CINEMA-KAN/規格番号CINK-121)

６６年版のサウンドトラック。「妻は告白する」とのカップリング。本編未使用の音源も収録されている。